# مرغزار (زاوه)
مرغزار روستایی در دهستان صفائیه بخش مرکزی شهرستان زاوه استان خراسان رضوی ایران است.این روستای  بزرگترین قطب تولید زعفران در جهان هست و بیشترین چاه عمیق رو در خرسال داره حدود ۴۰  تا ، دشت روستای مرغزار بزرگترین دشت روستایی تربت حیدریه می باشد 
. و زیستگاه اصلی حیواناتی چون پلنگ ایرانی در قلعه پلگی، سرسره،سنتروس.لاخ سفید می باشد بر پایه سرشماری عمومی نفوس و مسکن در سال ۱۳۹۰ جمعیت این روستا ۳٬۵۳۲ نفر (در ۹۱۰ خانوار) بوده است.